# Robert Arnott Wilson
Robert Arnott Wilson (22 de fevereiro de 1958) é um matemático britânico.
Obteve um doutorado em 1983 na Universidade de Cambridge, orientado por John Conway, com a tese Maximal Subgroups of some finite simple groups. Wilson foi professor da Universidade de Birmingham sendo atualmente professor do Queen Mary College da Universidade de Londres.

## Livros
- Conway, John Horton; Curtis, Robert Turner; Norton, Simon Phillips; Parker, Richard A; Wilson, Robert Arnott (1985). Atlas of finite groups: maximal subgroups and ordinary characters for simple groups. [S.l.]: Oxford University Press. ISBN 978-0-19-853199-9
- An Atlas of Brauer Characters (London Mathematical Society Monographs) by Christopher Jansen, Klaus Lux, Richard Parker, Robert Wilson. Oxford University Press, USA (October 1, 1995) ISBN 0-19-851481-6
- Wilson, Robert A. (2009). The finite simple groups. Col: Graduate Texts in Mathematics. 251. Berlin, New York: Springer-Verlag. ISBN 978-1-84800-987-5. Zbl 1203.20012. doi:10.1007/978-1-84800-988-2, 2007 preprint.

### como editor
- Curtis, R.; Wilson, R.A., eds. (1998). The Atlas of Finite Groups: Ten Years On. Col: London Mathematical Society Lectures Note Series, No. 249. [S.l.]: Cambridge University Press. ISBN 978-0-521-57587-4; pbk

## Artigos selecionados
- Wilson, Robert A (1985). «The maximal subgroups of the O'Nan group». Journal of Algebra. 97 (2): 467–473. doi:10.1016/0021-8693(85)90059-6
- com Peter B. Kleidman: Kleidman, Peter B; Wilson, Robert A (1988). «The maximal subgroups of J4». Proceedings of the London Mathematical Society. 3 (3): 484–510. doi:10.1112/plms/s3-56.3.484
- com R. A. Parker: Parker, R.A; Wilson, R.A (1990). «The computer construction of matrix representations of finite groups over finite fields». Journal of Symbolic Computation. 9 (5–6): 583–590. doi:10.1016/S0747-7171(08)80075-2
- com M. D. E. Conder and A. J. Woldar: Conder, M. D. E; Wilson, R. A; Woldar, A. J (1992). «The symmetric genus of sporadic groups». Proceedings of the American Mathematical Society. 116 (3): 653–663. doi:10.1090/S0002-9939-1992-1126192-2
- Wilson, Robert A (1996). «Standard generators for sporadic simple groups». Journal of Algebra. 184 (2): 505–515. doi:10.1006/jabr.1996.0271
- «Construction of Finite Matrix Groups». In: Computational Methods for Representations of Groups and Algebras: Euroconference in Essen (Germany), April 1-5, 1997. Col: Progress in Mathematics, vol. 173. [S.l.]: Springer Base AG. 1999. pp. 61–87. ISBN 978-3-0348-9740-2
- «A Construction of the Monster Group over GF (7), and an Application. Preprint, 22». 2000
- «The Monster is a Hurwitz group» (PDF). Journal of Group Theory. 4 (4): 367–374. 2001
- «Computing in the Monster». Groups, combinatorics & geometry (Durham, 2001). [S.l.: s.n.] 2002. pp. 327–335
- com Petra E. Holmes: Holmes, P.E; Wilson, R.A (2002). «A new maximal subgroup of the Monster». Journal of Algebra. 251 (1): 435–447. doi:10.1006/jabr.2001.9037
- «Computing in the Fischer-Griess Monster; Individual Grant Review GR/R95265/01» (PDF). 2004
- Lepowsky, James; McKay, John; Tuite, Michael P., eds. (2010). «New computations in the Monster». Moonshine: The First Quarter Century and Beyond; Proceedings of a Workshop on the Moonshine Conjectures and Vertex Algebras. Col: London Mathematical Society Lecture Note Series: 372. [S.l.]: Cambridge University Press. pp. 393–403. ISBN 978-0-521-10664-1; pbk
- Wilson, Robert A (2011). «Conway's group and octonions». Journal of Group Theory. 14 (1): 1–8. doi:10.1515/jgt.2010.038
- «Introduction to the Finite Simple Groups». In: Algebra, Logic and Combinatorics. Col: LTTC Advanced Mathematical Series, vol. 3. [S.l.]: World Scientific. 2016. pp. 41–68
- Wilson, Robert A (janeiro de 2017). «Maximal subgroups of sporadic groups». arXiv:1701.02095 [math.GR]